# Codificació visual
La codificació visual és la identificació o la relació d'una imatge amb una realitat, a través de diferents codis comunicatius presents en la imatge. Aquesta relació pot variar segons l'entorn de l'espectador i de la seva interpretació, ja que aquests codis són d'origen cultural i, per tant, provoquen diferents interpretacions en funció del lloc i l'època. El correcte coneixement i aplicació dels diferents codis comunicatius, pot arribar a transmetre emocions, sentiments i valors els quals l'espectador rebrà de manera més o menys conscient, ja que tindrà prèviament interioritzats els codis i els relacionarà amb una realitat, així doncs, la Codificació Visual és un terme utilitzat no poques vegades per a explicar els èxits o fracassos obtinguts en el terreny comunicacional. Per tant, tant comunicadors com publicistes coneixen i utilitzen aquests codis a l'hora de crear una imatge, per tal d'influir o transmetre als espectadors d'una zona geogràfica i època concreta.

## Codis visuals

### Codi espacial
El codi espacial consisteix en l'elecció del que l'autor vol mostrar en una imatge, l'enquadrament. Mitjançant l'amplitud de camp i el punt de vista, l'autor dona una idea de la posició física en la qual es troba ell i, per tant, l'espectador. Aquesta posició pot canviar la interpretació que tindrà l'espectador del motiu de la fotografia o del que aquesta presentarà i transmetrà. Això provoca que les imatges siguin sempre quelcom subjectiu, ja que, de tots els enquadraments possibles a l'hora de disparar, l'autor en tria un, distorsionant així la realitat deixant-ne una part fora la imatge. Per exemple, com més petit sigui l'enquadrament, més difícil serà transmetre una idea de realitat, ja que ens mancarà un context en la imatge. També, podem observar que no transmeten el mateix les preses frontals, les quals ens mostren una realitat més objectiva, que les preses amb vistes picades i contrapicades que ens creen una distorsió de la realitat.

### Codi gestual
La gestualitat és una part fonamental de la comunicació humana en l'àmbit quotidià. Per això, a l'hora de crear o analitzar una imatge, és molt important fixar-nos en els diferents gestos i expressions que mostren les figures de la imatge. Aquests gestos poden expressar diversos sentiments, estats d'ànim i actituds com nerviosisme, tristesa, alegria, por o amor, i poden arribar a condicionar la interpretació que farem d'una imatge. Per tant, a l'hora de crear una imatge és important tenir en compte què volem transmetre per tal de demanar al model que gesticuli d'una manera determinada.

### Codi escenogràfic
En tota imatge, podem diferenciar un protagonista de l'entorn que l'envolta. Aquest entorn està format per diferents elements, molts cops afegits a consciència els quals adjectiven el protagonista i poden alterar el significat i la interpretació de la imatge. Aquest escenari construït al voltant del protagonista, l'escenografia, és un element molt important a l'hora de crear una imatge, atorgant-li a aquest unes qualitats o denotacions molt diferents de les que tindria sense aquest escenari. Per exemple, es pot deformar una realitat muntant una fotografia només amb coses boniques que trobem en una realitat i obviant les que podrien resultar menys atractives per a l'espectador.

### Codi lumínic
Variar la quantitat i el tipus de llum en una imatge té un gran impacte en el significat d'aquesta, així com en la seva estètica. Per exemple, una llum directa produirà unes ombres en el protagonista que poden alterar la interpretació que farem del seu rostre. També, podem jugar amb la posició des de la qual il·luminarem a l'objecte, així doncs:
- Una llum frontal aplanarà els objectes provocant que sigui més difícil separar-los del fons i els donarà un aspecte més irreal.
- Una llum posterior separarà les figures del fons i els donarà tridimensionalitat.
- Una llum lateral o zenital (picat absolut) accentuarà els volums i els relleus dels objectes.
- Una llum nadir (contrapicat absolut) podrà produir deformacions en l'objecte que podran resultar inquietants a la vista.

### Codi cromàtic
Tot i que les preferències pels colors són completament subjectives, s'ha demostrat que els efectes que suggereixen en els espectadors solen coincidir en la majoria d'individus i, aquests efectes, estan determinats per associacions inconscients, per associacions amb la natura o bé per herència cultural. Així doncs, els colors tenen atribuïdes diverses qualitats i valors simbòlics acceptats culturalment, això s'anomena sinestèsia del color.
El vermell, per exemple, és un color que té un gran nombre de connotacions, algunes positives, com l'amor, la vida o la passió i altres de negatives, com la sang, la luxúria, el crim, l'agressivitat o el perill. El vermell és un color sortint que atrau l'atenció de l'espectador i desbanca els altres colors.
El verd, és un color reposat i que té una forta associació a la natura, així doncs, té connotacions com la vida, l'estabilitat, la seguretat o l'esperança. D'altra banda, el cos humà no adquireix una tonalitat verdosa a no ser que emmalalteixi, per tant, el color verd té també alguna connotació negativa com el malestar, el fàstic o el verí.
El blau, contràriament al vermell, és un color entrant, és a dir, produeix la sensació de retrocedir i allunyar-se de l'espectador i aporta profunditat a una imatge. A causa d'aquest efecte i de la seva associació al mar, el blau adquireix normalment unes connotacions de calma, neteja, harmonia, fidelitat, confiança o seguretat. També, però, se'l pot associar amb la tristesa o la depressió.
Finalment, el groc, a causa de la seva associació al Sol i la llum, adquireix un significat de vitalitat i energia. També, pot simbolitzar la riquesa, ja que és el color de l'or. Igual que el vermell, és un color sortint, que dona la sensació d'irradiar i avançar cap a fora. Per acabar, el groc és un dels colors amb associacions més diferents en funció de la tradició cultural. Així doncs, en tradicions com la xinesa o la budista, el groc és un color sagrat, mentre que per al cristianisme, representa la covardia i la traïció.

### Codi simbòlic
Una imatge, o qualsevol procés comunicatiu, té un caràcter simbòlic quan la representació d'una persona o cosa concreta dins de la imatge és entesa com la representació de quelcom més ampli a la pròpia cosa mostrada a la imatge. Perquè un simbolisme funcioni dins una imatge, cal que l'espectador accepti i entengui aquest significat i aquesta relació. Les relacions entre els símbols i allò que simbolitzen poden venir donades per l'entorn cultural de l'espectador o per relacions causa-efecte, entre d'altres i, per tant, cal tenir en compte que no tothom entendrà els mateixos simbolismes i que aquests s'hauran d'adaptar a les persones que anirà adreçat el missatge.

### Codi de relació
La distribució dels diferents elements dins del quadre, pot provocar que s'estableixin relacions espacials entre ells i pot acabar convertint-se en un factor d'organització i jerarquització dels diferents elements. Les representacions poden ser reals o bé potenciades a través de codis lumínics o cromàtics. El respecte de les lleis de la perspectiva i un bon esquema geomètric donarà harmonia i coherència a la imatge i podrà guiar a l'espectador a través d'aquesta seguint un determinat recorregut, mentre que els desequilibris geomètrics donaran una sensació més caòtica i menys organitzada, permeten a l'espectador fixar-se en els diferents elements en ordre aleatori o en el que aquest decideixi.

### Codis gràfics
El codi gràfic és el que es vincula als elements tècnics utilitzats per a elaborar la imatge. Aquests elements determinen particularitats formals que poden matisar el sentit total de la imatge i la nostra manera de percebre-la. Els diferents objectius de la càmera són un d'aquests elements. Per exemple, els objectius gran angular, augmenten la sensació de profunditat i distorsionen la realitat donant la sensació que l'objecte és més gran i més lluny del fons. D'altra banda, els teleobjectius apropen l'objecte i el fusionen més amb el fons, arribant a provocar una sensació d'asfíxia. Un altre element tècnic que pot ser modificat és l'enfocament, el qual es pot utilitzar per a destacar un element d'entre els altres que apareixen la imatge.